# فرانز غال
فرانز غال (بالألمانية: Franz Gall)‏ هو عسكري ألماني، ولد في 2 سبتمبر 1884 في ترير في ألمانيا، وتوفي في 27 ديسمبر 1944 في ميستري في إيطاليا.